# أبناء إفريقيا
أبناء أفريقيا فريق غنائي ظهر في عقد السبعينيات من القرن العشرين وضم عدد من المواهب الأفريقية والعربية. هذا وقد اشتهر الفريق في ليبيا حيث قام بإحياء العديد من الحفلات وبالأخص في مدينة بنغازي في زمن تواجد فيه نجوم ليبيون من أمثال أحمد فكرون وناصر المزداوي واللذان قد شاركا أبناء أفريقيا في إحياء عدة حفلات فنية بمدينة بنغازي. وقد تعاون الفريق أيضاً مع العديد من الفنانين من بينهم الفنان جمال الحريري مطرب وعازف جيتار وكذلك عبد الله أمقرب مطرب وعازف جيتار وكذلك تعاون معهم عازف الجيتار أسامة الهبري.

## أعضاء الفريق
- حميد الشاعري : عازف أورج
- طارق شحاته : عازف جيتار
- محمد سالم : عازف جيتار
- عبدالله الكردوسي من تونس : عازف باص جيتار
- محسن الشاعري : عازف درامز
- مجدي خفاجة : كاتب كلمات
- وحيد حمدي :
- محمد حمدي :
- عبد العزيز الغدامسي : مغني الفرقة وعازف التامتام والكونغا اللأفريقية